# استن اولمره
استن اولمره (استونیایی: Sten Olmre؛ زادهٔ ۳۱ ژانویهٔ ۱۹۹۵) بازیکن بسکتبال اهل استونی است.